# 열구섬모충류
열구섬모충류(Litostomatea)는 섬모충문에 속하는 원생생물 강의 하나이다. 최근까지, 열구섬모충강은 독포아강(Haptoria)과 모구아강(Trichostomatia)의 2개 분류군으로 구분해 왔다. 그러나 새로운 유전학적 정보를 통해, 1980년 얀코프스키(A. W. Jankowski)에 의해 처음 제안되었던 열구섬모충아강(Rhynchostomatia)을 3번째 아강으로 분류하고 있다.

## 하위 분류
- 독포섬모충아강 또는 독포류 (毒胞類), 독포아강 (Haptoria) - 강섬모충속 (Didinium)
  - 환모목 (Cyclotrichiida)
    - 중간환모과 (Mesodiniidae) - 배환모충속 (Askenasia)

  - 신장구목 또는 신장구류 (伸長口類, Haptorida)
    - Acropisthiidae
    - Didiniidae
    - Enchelyidae
    - Helicoprorodontidae
    - Homalozoonidae
    - Lacrymariidae
    - Lecanophryidae
    - Pseudotrachelocercidae
    - Spathidiidae
    - Tracheliidae
    - Trachelophyllidae

  - 측구섬모충목 또는 측구목 (Pleurostomatida)
    - Amphileptidae
    - 해변충과 (Litonotidae) - 사엽모충속 (Loxophyllum)
- 모구류 (毛口類) 또는 모구아강 (Trichostomatia) - 낭섬모충속 (Balantidium)
  - Entodiniomorphida
  - Vestibulifera
    - Balantidiidae
    - Isotrichidae